# Chrome Engine
Chrome Engine – silnik graficzny opracowany w 2003 roku przez firmę Techland na potrzeby gry Chrome.

## Wersje silnika

### Chrome Engine 1
Pierwsza wersja silnika została użyta po raz pierwszy w grze Chrome.

### Chrome Engine 2
Ulepszony silnik ze wsparciem DirectX 9.0.

### Chrome Engine 3
W tej wersji silnik wprowadzono duże zmiany. Firma Techland zastosowała w nim wsparcie DirectX 9.0c, HDR, shadery 3.0 i mapowanie wypukłości.

### Chrome Engine 4

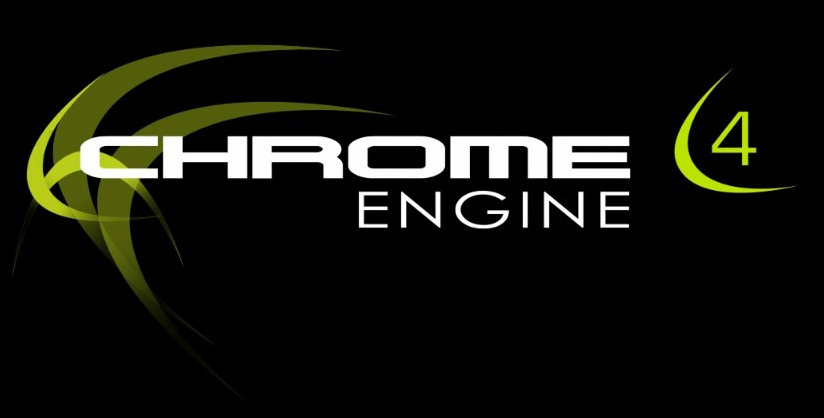
Logo czwartej wersji silnika

Silnik napisany od nowa, oferuje pełne wsparcie bibliotek DirectX 9.0c, pixel shader 4.0 i 128-bitowy HDR. Silnik pozwala także na tworzenie gier na konsolę PlayStation 3 oraz Xbox 360.

### Chrome Engine 5
Silnik stworzony w oparciu o wcześniejszy Chrome Engine 4. Powstał w wyniku kilkuletniego rozwoju swojego poprzednika. Podobnie jak Chrome Engine 4 pozwala na tworzenie gier na konsolę PlayStation 3 oraz Xbox 360.

### Chrome Engine 6
Najnowsza wersja silnika przygotowana z myślą o nowej generacji konsol. Jest wynikiem rozwijania poprzedniej odsłony Chrome Engine.

## Gry używające Chrome Engine
Chrome Engine 1
- FIM Speedway Grand Prix (2003)
- Chrome (2003)
- Chrome: SpecForce (2005)
- Crazy Soccer Mundial (2006)

Chrome Engine 2
- Xpand Rally (2004)
- Xpand Rally Xtreme (2006)
- Terrorist Takedown: Wojna w Kolumbii (2006)
- Terrorist Takedown: Tajne operacje (2006)
- GTI Racing (2006)
- FIM Speedway Grand Prix 2 (2006)
- Expedition Trophy: Murmansk Vladivostok (2006)
- UAZ 4X4 Racing (2007)
- Full drive: UAZ 4x4 – Ural appeal (2007)
- Classic Car Racing (2007)
- Code of Honor: Francuska Legia Cudzoziemska (2007)
- Full drive 2: UAZ 4x4 (2008)
- 4x4: HUMMER (2008)
- Full drive 2: Daurian Marathon (2008)
- Full drive 2: Siberian appeal (2008)
- Mortyr III: Akcje dywersyjne (2008)
- Snajper: Sztuka zwyciężania (2008)
- GM Rally (2009)
- KRAZ (2010)
- Full drive 2: Trophy Murmansk - Vladivostok 2 (2010)

Chrome Engine 3
- Call of Juarez (2006)
- Fim Speedway Grand Prix 3 (2008)
- Speedway Liga (2009)
- FIM Speedway Grand Prix 4 (2011)

Chrome Engine 4
- Call of Juarez: Więzy krwi (2009)
- Sniper: Ghost Warrior (2010)
- Nail’d (2010)
- Mad Riders (2012)

Chrome Engine 5
- Call of Juarez: The Cartel (2011)[1]
- Dead Island (2011)[2]
- Dead Island Riptide (2013)
- Call of Juarez: Gunslinger (2013) [silnik wzbogacony o technologię cel-shadingu]

Chrome Engine 6
- Dying Light (2015)
- Hellraid (2015)

Nieznane wersje
- Chrome 2 (projekt zawieszony)[3]
- Warhound (projekt zawieszony)[3]
- Cobi Small Army